# Dorfkirche Sauen

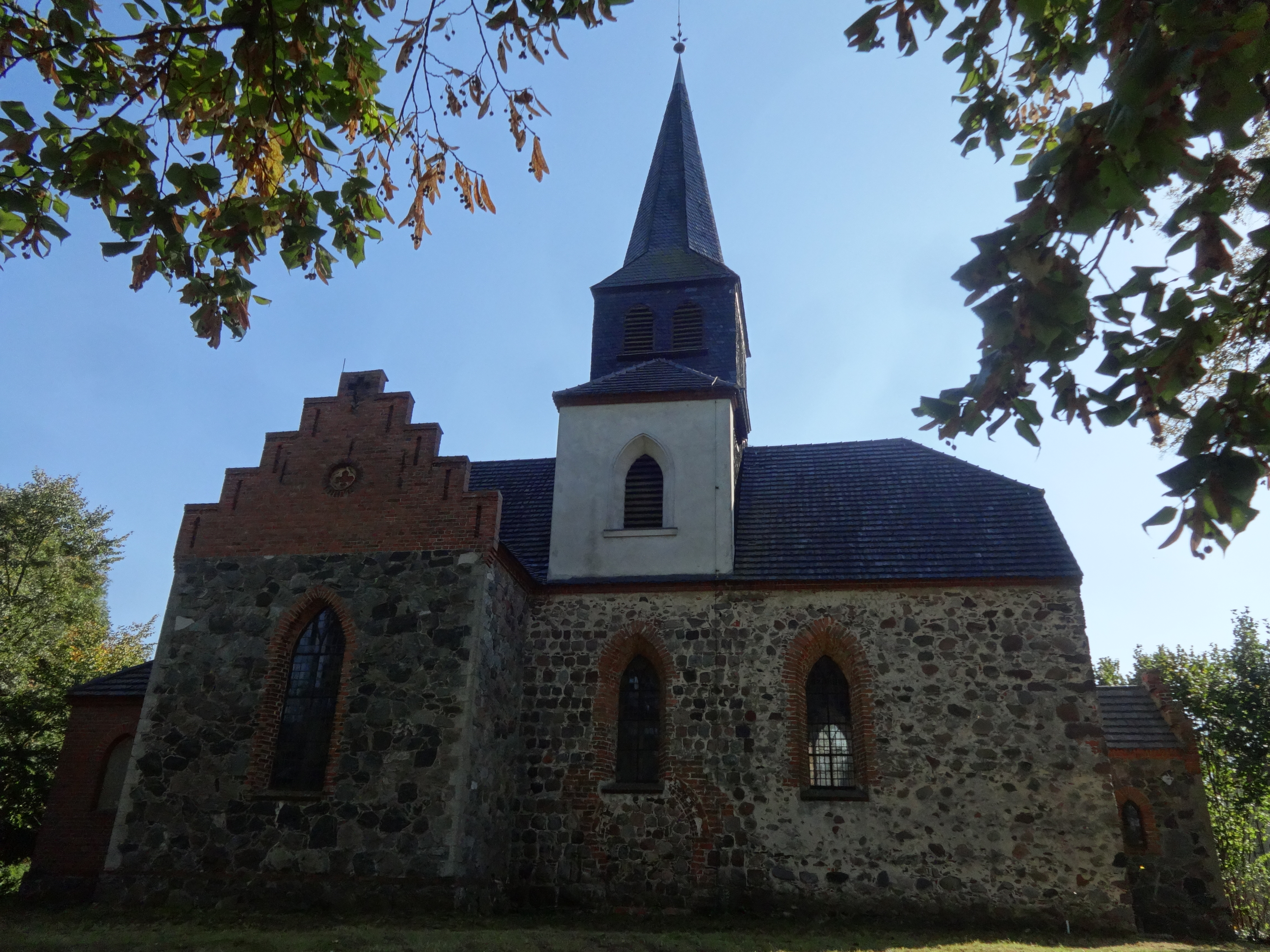
Dorfkirche

Die evangelische Dorfkirche Sauen ist eine Feldsteinkirche in Sauen, einem Ortsteil der Gemeinde Rietz-Neuendorf im Landkreis Oder-Spree im Land Brandenburg. Die Kirchengemeinde, die Evangelische Gesamtkirchengemeinde Beeskow, gehört zum Kirchenkreis Oderland-Spree der Evangelischen Kirche Berlin-Brandenburg-schlesische Oberlausitz.

## Lage
Die Straße Zum Anger führt von Nordosten kommend in südlicher Richtung auf den historischen Dorfanger zu, den sie dort umschließt. Die Kirche steht östlich dieser Straße auf einer Anhöhe, die aus unbehauenen und nicht lagig geschichteten Feldsteinen eingefriedet ist.

## Geschichte
Im Jahr 1418 wurde Sauen erstmals urkundlich erwähnt. Die Einwohner errichteten vermutlich im 15. Jahrhundert aus Feldsteinen einen Sakralbau, der bei dem Einschlag eines Blitzes am 14. August 1895 weitgehend zerstört wurde. Die Kirchengemeinde begann mit dem Wiederaufbau und einer Erweiterung, der mit einer erneuten Kirchweihe am 12. April 1897 abgeschlossen wurde. In den Jahren 1994 bis 1997 erfolgte eine Sanierung.

## Baubeschreibung

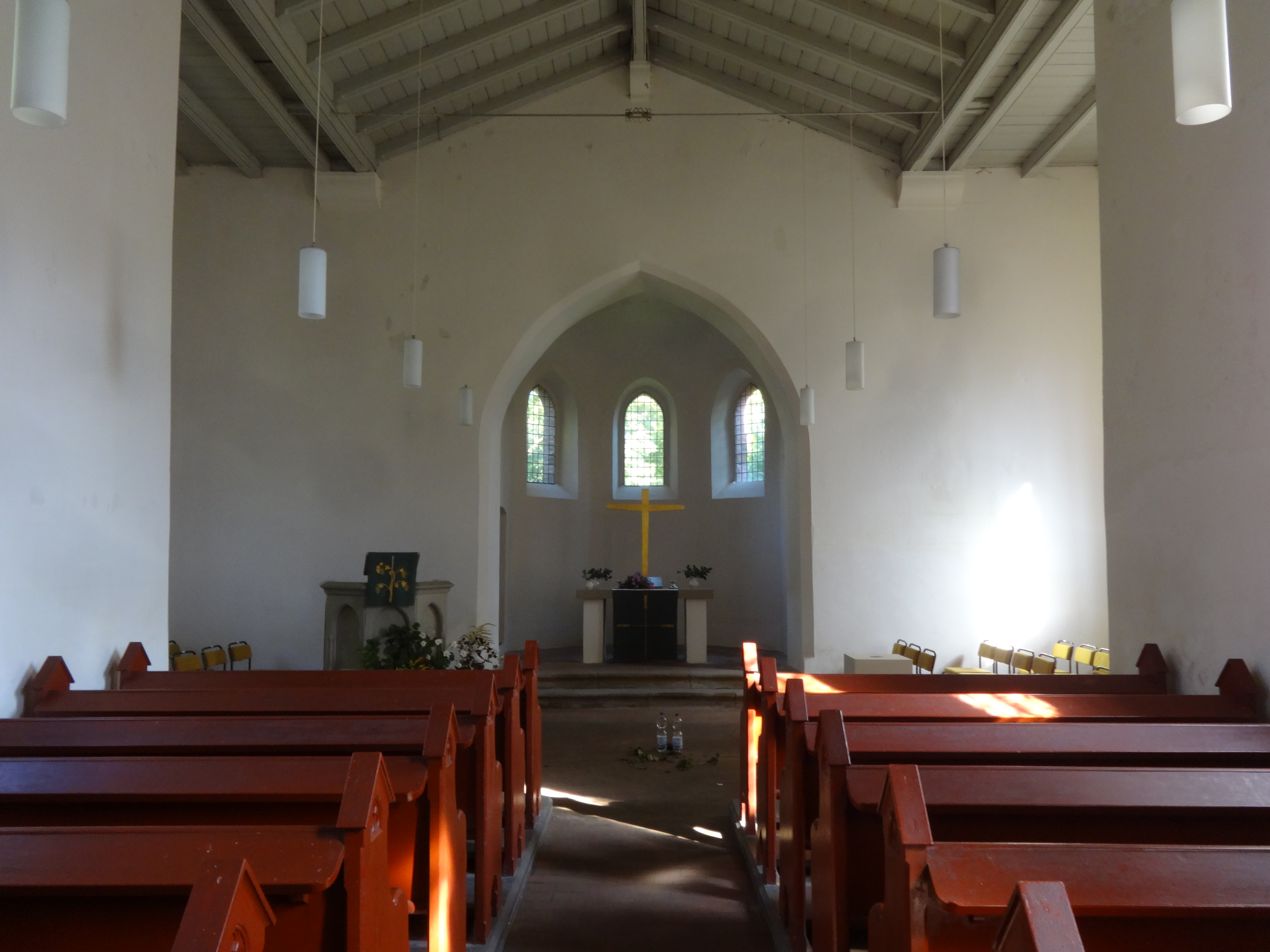
Blick ins Kirchenschiff Richtung Chor

Der mittelalterliche Kern wurde aus Feldsteinen errichtet, die überwiegend nicht behauen und nicht lagig geschichtet wurden. Lediglich einzelne Ecksteine wurden teilweise bearbeitet. Ausbesserungsarbeiten und die Arbeiten aus dem Umbau wurden von den Handwerkern überwiegend mit rötlichem Mauerstein ausgeführt. Der Chor ist stark eingezogen und hat einen Fünfachtelschluss. Er fußt auf einem schmalen Sockel aus Feldsteinen, der mit einem einzelnen Band aus Mauersteinen vom übrigen Baukörper abgetrennt ist. Im Chorschluss sowie an den angrenzenden Seiten ist je ein hochgesetztes, rundbogenförmiges Fenster, dessen Laibung aus rötlichem Mauerstein eingefasst ist. Darüber ist am Übergang zur Dachtraufe ein ebenfalls aus Mauersteinen gestalteter Zahnfries. Nach Norden hin befindet sich an der östlichen Wand des Kirchenschiffs ein Anbau, der vollständig aus rötlichem Mauerstein errichtet wurde. An der nördlichen Seite ist eine verputzte, spitzbogenförmige Blende.
Das Kirchenschiff besteht im Kern aus einem rechteckigen Grundriss, der vermutlich zu einem späteren Zeitpunkt nach Westen hin erweitert wurde. Darauf deuten die behauenen und teilweise lagig geschichteten Feldsteine im mittleren Teil der Nordwand hin, deren Linien nach Westen stark verlaufen. In diesem Bereich sind zwei Lanzettfenster mit Laibungen aus rötlichem Mauerstein. Im östlichen Bereich ist ein Anbau mit einem rechteckigen Grundriss. Die Feldsteine sind dort deutlich größer und nicht behauen; es gibt ein Lanzettfenster an der Nordseite. Der darüberliegende gestaffelte Giebel wurde aus rötlichem Mauerstein errichtet und trägt ein mittig in einem Kreis eingearbeitetes Kreuz. Die unterschiedliche Struktur der Steine findet sich ebenfalls an der Südseite des Kirchenschiffs. Im mittleren Bereich sind vergleichsweise große Feldsteine verbaut, die im unteren Bereich lagig geschichtet wurden. Darüber ist ein großes und ebenfalls spitzbogenförmiges Fenster mit starken Ausbesserungsarbeiten aus Mauerstein im westlichen Bereich. Westlich hiervon ist ein weiteres Fenster in einem Bereich, in dem die Steine deutlich ungleichmäßiger verbaut wurden. Links oberhalb des großen Fensters sind die Reste einer deutlich kleineren Öffnung erkennbar. Nach Osten hin folgt ein ebenfalls im Grundriss rechteckiger Anbau mit einer großen Pforte, einem darüberliegenden Lanzettfenster sowie einem aus Mauerstein gearbeiteten Staffelgiebel. An der Westseite ist ein gedrückt-segmentbogenförmiges, deutlich kleineres Fenster; darüber ein spitzbogenförmiges Fenster, das mit Mauerstein zugesetzt ist. Die westliche Wand des Kirchenschiffs ist aus Feldsteinen und weitgehend geschlossen. Lediglich im südlichen Giebel ist ein kleines, spitzbogenförmiges Fenster. Der Zugang erfolgt über einen kleinen, rechteckigen Vorbau mit einem Portal und einem gestaffelten Giebel aus Mauerstein.
Der Kirchturm erhebt sich in etwa über der Mitte des Kirchenschiffs und könnte daher der ursprünglichen Bauform entsprechen, während der westliche Anbau später entstanden sein könnte. Er ist im unteren Bereich hell verputzt. An der Nord- und Südseite ist je eine spitzbogenförmige Klangarkade. Darüber erhebt sich ein eingezogenes, quadratisches Turmgeschoss, das mit schwarzem Schiefer verkleidet ist. Hier sind an jeder Seite zwei weitere, spitzbogenförmige Klangarkaden. Daran schließt sich der achtfach geknickte Turmhelm mit Turmkugel und Wetterfahne an.

## Ausstattung
Der Altar, die Kanzel sowie die Fünte wurden im Jahr 1966 in der Kirche aufgestellt. Auf der Westempore steht eine Sauer-Orgel aus dem Jahr 1897. Im Turm hängen zwei Glocken, die Georg Collier aus Zehlendorf im Jahr 1896 herstellte.